# طبعة مبكرة
الطبعة المبكرة مسلسل تلفزيوني أمريكي درامي عرض على قناة هيئة الإذاعة الكولومبية من 28 سبتمبر 1996 حتى 27 مايو 2000 حيث تم تصوير 4 أجزاء منه بواقع 91 حلقة .

## القصة
يطرد غاري هوبسون من عمله بالمضاربة في البورصة وتمل منه زوجته فتقرر أيضا طرده فيقرر استئجار شقة جديدة ولكن في صباح كل يوم يحضر له قط صحيفة شيكاغو صن تايمز لعدد الغد وغاري لا يعلم من يبعث له هذا العدد المبكر . قرر البحث عن من يبعث له بهذه الصحيفة فيكتشف بأن العدد المبكر من هذه الصحيفة كان يبعث إلى شخص يدعى لوسيس سنو ولكنه توفي مؤخرا . لدى غاري صديقان وهما تشوك فيشمان منذ أيام الدراسة الجامعية والذي يطلب منه نتائج المباريات الرياضية من أجل المراهنة عليها والحصول على أموال كثيرة وماريسا العمياء والتي دائما تنصحه بالقيام بالأفعال الصائبة .

## الشخصيات
| الممثل(ة)             | الشخصية                 | عدد الحلقات |
| كايل تشاندلر          | غاري هوبسون             | 91          |
| شانيسيا ديفيز-ويليامز | ماريسا كلارك            | 91          |
| فيشر ستيفينز          | تشوك فيشمان             | 48          |
| بيلي وورلي            | باتريك كوين             | 44          |
| رينيه دومينز          | المرأة الجميلة          | 23          |
| كريستي سوانسون        | إريكا باجيت             | 20          |
| مايلز جيفري           | هنري باجيت              | 19          |
| رون دين               | المحقق ماريون زيك كرومب | 16          |
| القط بانثر            | قط السيد سنو            | 11          |
| جيمس ديوتر            | بوسويل                  | 9           |
| --------------------- | ----------------------- | ----------- |

## جوائز المسلسل
| السنة | المهرجان                                       | الجائزة                                               | الحاصل عليها |
| 1997  | مهرجان أكاديمية الخيال العلمي والرعب الأمريكية | أفضل ممثل تلفزيوني                                    | كايل تشاندلر |
| 2000  | مهرجان الفنانين الصغار                         | أفضل ممثل طفل أقل من 10 سنوات في مسلسل تلفزيوني درامي | مايلز جيفري  |
| ----- | ---------------------------------------------- | ----------------------------------------------------- | ------------ |

## روابط خارجية
- طبعة مبكرة على موقع IMDb (الإنجليزية)
- طبعة مبكرة على موقع ميتاكريتيك (الإنجليزية)
- طبعة مبكرة على موقع كينوبويسك (الروسية)
- طبعة مبكرة على موقع ألو سيني (الفرنسية)
- طبعة مبكرة على موقع قاعدة بيانات الفيلم (الإنجليزية)